# 闲林街道
閑林街道是浙江省杭州市余杭区下辖的一个街道办事处。全镇总面积53.61平方公里，总14.3807万人。由閑林鎮改制而來，舊稱閑林埠。隋末唐初，余杭县令张士衡告老返乡，闲居林下，修身养性，“閑林”即其意而来。

## 辖区
閑林街道辖有：
方家山社区、北山社区、华丰社区、孙家坞社区、桦树村、联荣村、闲林村、民丰村、何母桥村、万景村、云栖村和里项村。